# Loricaster cribripennis
Loricaster cribripennis is een keversoort uit de familie oprolkogeltjes (Clambidae). De wetenschappelijke naam van de soort werd in 1904 gepubliceerd door Edmund Reitter.